# Chrysopinae
Chrysopinae (лат.) — типовое подсемейство златоглазок. Это подсемейство также является крупнейшим в семействе и включает около 60 родов.
Представители родов Chrysoperla и Chrysopa из этого подсемейства распространены в Европе и Северной Америке. Личинки Chrysopinae являются хищниками и питаются тлями; некоторые из этих видов использовались в биологической борьбе с вредителями, как, например, австралийский Mallada signatus.

## Классификация
Подсемейство включает 4 трибы и 61 род:

### AnkylopteryginiNavas, 1910
- Ankylopteryx Brauer, 1864
- Chrysopidia Navás, 1911
- Parankylopteryx Tjeder, 1966
- Retipenna Brooks, 1986
- Semachrysa Brooks, 1983
- Signochrysa Brooks & Barnard, 1990

### BelonopteryginiNavas, 1913
- Abachrysa Banks, 1938
- Belonopteryx Gerstaecker, 1863
- Calochrysa Banks, 1943
- Chrysacanthia Lacroix, 1923[4][5]
- Chrysaloysia Navas, 1928
- Dysochrysa Tjeder, 1966
- Evanochrysa Brooks & Barnard, 1990
- Italochrysa Principi, 1946
- Nacarina Navás, 1915
- Nesochrysa Navás, 1910
- Nodochrysa Banks, 1938
- Oyochrysa Brooks, 1985
- Stigmachrysa Navás, 1925
- Turnerochrysa Kimmins, 1935
- Vieira Navás, 1913[6]

### ChrysopiniSchneider, 1851
- Anomalochrysa McLachlan, 1883
- Apertochrysa Tjeder, 1966 (syn Pseudomallada[7][8])
- Atlantochrysa Hölzel, 1970
- Austrochrysa Esben-Petersen, 1928[9]
- Borniochrysa Brooks & Barnard, 1990
- Brinckochrysa Tjeder, 1966
- Ceraeochrysa Adams, 1982
- Ceratochrysa Tjeder, 1966
- Chrysemosa Brooks & Barnard, 1990
- Chrysocerca Weele, 1909
- Chrysopa  Leach in Brewster, 1815
- Chrysoperla Steinmann, 1964
- Chrysopodes Navás, 1913
- Cunctochrysa Hölzel, 1970
- Eremochrysa Banks, 1903
- Glenochrysa Esben-Petersen, 1920
- Himalochrysa Hölzel, 1973
- Kostka Navás, 1913
- Kymachyrsa Tauber & Garland, 2014[10]
- Mallada Navás, 1925
- Meleoma Fitch, 1855
- Nineta Navás, 1912
- Parachrysopiella Brooks & Barnard, 1990
- Peyerimhoffina Lacroix, 1920
- Plesiochrysa Adams, 1982
- Rexa Navás, 1920
- Suarius Navás, 1914
- Titanochrysa Sosa and Freitas, 2012[11]
- Tumeochrysa Needham, 1909
- Ungla Navás, 1914
- Yumachrysa Banks, 1950

### LeucochrysiniAdams, 1978
- Berchmansus Navás, 1913
- Cacarulla Navas, 1910
- Gonzaga Navás, 1913
- Leucochrysa McLachlan, 1868 (syn Nodita)
- Neula Navás, 1917
- Nuvol Navás, 1916
- Santocellus Tauber & Albuquerque, 2008

### Трибаincertae sedis
- † Paleochrysopa Séméria & Nel, 1990 (Эоцен, Франция)
- † Pseudosencera Makarkin et al., 2018 (Эоцен, Европа)

## Галерея
- Semachrysa jade
- Italochrysa italica
- Leucochrysa pavida
- Chrysoperla rufilabris